# Zoe Klusáková-Svobodová

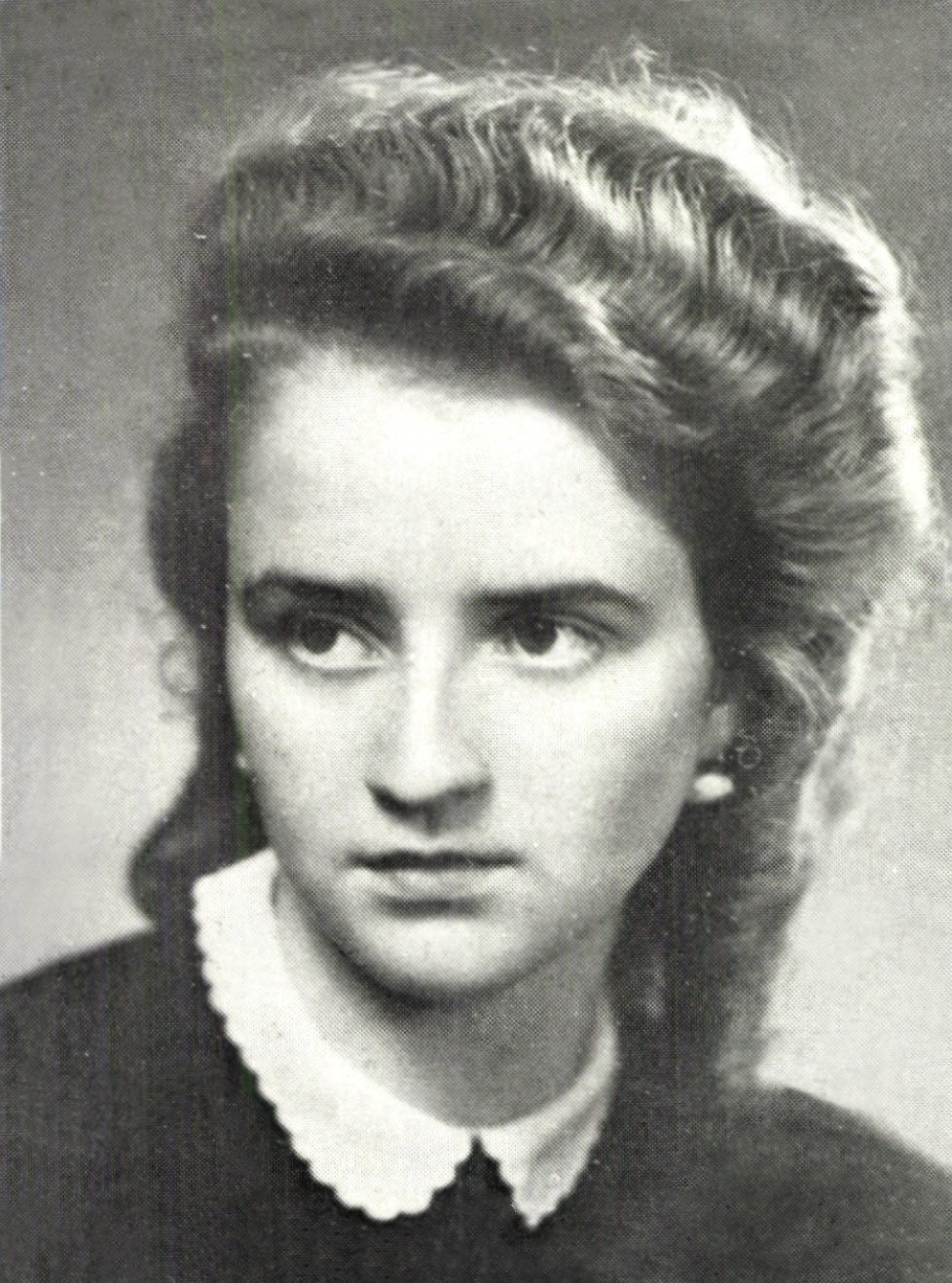
Zoe v době po druhé světové válce, kdy dokončila studia na ČVUT

Zoe Klusáková-Svobodová (4. prosince 1925 Užhorod – 12. prosince 2022) byla česká pedagožka, spisovatelka, překladatelka a ekonomka, dcera arm. generála Ludvíka Svobody, prezidenta ČSSR 1968–1975, manželka diplomata a dlouholetého ministra kultury ČSR Milana Klusáka.

## Život
Narodila se v Užhorodě 4. prosince 1925 škpt. Ludvíku Svobodovi a jeho manželce Ireně, rozené Stratilové, jako druhé dítě. Vyrůstala spolu se starším bratrem Miroslavem, který se narodil 15. května 1924. Vystřídala jako mnohé děti důstojníků několik obecných škol – v Užhorodě, Uherském Brodě, Hranicích a v Kroměříži. Studium na reálném gymnáziu musela na tři roky přerušit (listopad 1941 až květen 1945) kvůli pronásledování gestapem pro spolupráci s čs. vojenským výsadkem ze Sovětského svazu (výsadek S1/R). Se svou matkou unikly zatčení a skrývaly se na různých místech Moravy – nejdéle (1943–1945) v obci Džbánice (nedaleko Moravského Krumlova). Bratr Miroslav a několik dalších členů rodiny bylo popraveno, většina přímých příbuzných byla vězněna v koncentračních táborech. Odmaturovala po válce v roce 1945 na gymnáziu v Kroměříži.
Vysokou školu obchodní při ČVUT zakončila v roce 1949. V Sovětském svazu absolvovala na Moskevském státním ekonomickém institutu dva ročníky směru plánování a posléze po studiu aspirantury na katedře politické ekonomie na témže institutu, obhájila v únoru 1954 kandidátskou disertaci. Pracovala krátce na ČVUT na katedře u prof. Vladimíra Kadlece a potom na VŠE na katedrách politické ekonomie. V roce 1955 byla jmenována docentkou, v r. 1955–59, vykonávala funkci proděkanky pro vědecko-badatelskou práci na první fakultě VŠE.
Ve své vědecké práci se věnovala ekonomice zemědělství, družstevnictví a dělbě práce. Speciálně pak optimální velikosti družstevních zemědělských podniků (výzkum na Výzkumném ústavu zemědělské ekonomiky při Zemědělské akademii věd).
Při svém pobytu v Ženevě (1959–62, kde byla se svým manželem, delegátem ČSSR při OSN) se zaměřila na problematiku zemědělství v integraci zemí EHS. Po návratu ze Ženevy a během své vědecké stáže na Ekonomickém ústavu Československé akademie věd vedla skupinu pro zkoumání otázek zemědělské integrace zemí EHS. Obdobné tematice se věnovala i v Ústavu mezinárodní politiky a ekonomie při MZV, kde pracovala v letech 1964–1966 jako samostatný vědecký pracovník.
Po dvouletém pobytu v New Yorku (1967–68), kde její manžel působil jako velvyslanec, stálý delegát ČSSR při OSN, opět přednášela témata politické ekonomie na Vysoké škole ekonomické. Byla školitelkou aspirantů, členkou různých pedagogických komisí. V roce 1973 na základě řízení na vědecké radě VŠE byla jmenována profesorkou v oboru politické ekonomie. Současně přešla na Filosofickou fakultu Univerzity Karlovy, kde přednášela politickou ekonomii a světovou ekonomiku.
Po roce 1984 odešla do důchodu, a začala se věnovat historickým otázkám. Připravila k vydání druhý díl pamětí svého otce Ludvíka Svobody Cestami života II a druhé vydání prvního dílu Cestami života I. Sepsala životopis Ludvíka Svobody a připravila k vydání jeho Deník z doby válečné a svou vzpomínkovou knihu O tom, co bylo. Ve Společnosti Ludvíka Svobody o. s., kterou založili spolubojovníci Ludvíka Svobody, byla čestnou předsedkyní. Byla dlouholetou členkou ČSBS i ČSOL.
Její dcerou byla historička Luďa Klusáková (1950–2020).

## Ocenění
U příležitosti Dne válečných veteránů v roce 2019 obdržela Kříž obrany státu  .

## Dílo
- KLUSÁKOVÁ-SVOBODOVÁ, Zoe. O tom, co bylo. Praha: Mladá Fronta, 2005. 214 s. ISBN 80-204-1190-9.
- KLUSÁKOVÁ – SVOBODOVÁ, Zoe. Ludvík Svoboda – Životopis. Kroměříž: Kroměříž, 2005. 47 s. Dostupné v archivu pořízeném dne 2014-03-15. ISBN 80-239-4706-0. Archivováno 15. 3. 2014 na Wayback Machine.
- KLUSÁKOVÁ-SVOBODOVÁ, Zoe. Světová ekonomika. Praha: Svoboda, 1984. 382 s.
- KLUSÁKOVÁ-SVOBODOVÁ, Zoe; GOULLI, Rochdi. Zemědělství zemí Beneluxu a společný agrární trh EHS. Praha: Ekonomický ústav ČSAV, 1968. 161 s.

### Televizní pořady
- JIŘÍ, Fiedor; VÁCLAV, Křístek. Heydrich – konečné řešení (TV seriál). Východní vítr (22/44). S. 26 minut. ČT [online]. 10.6.2012 [cit. 15.3.2014]. Roč. 2013, s. 26 minut. Dostupné online.